# Меланипп (сын Астака)
Меланипп (сын Астака, др.-греч. Μελάνιππος «черноконный») — персонаж древнегреческой мифологии Защитник Фив во время похода Семерых. Стоял у Претовых ворот против Тидея. Смертельно ранил Тидея, но тот убил его. По другому сказанию, убил Тидея и Мекистея, но пал от руки Амфиарая, его могила у Претидских ворот.
Именуется предком Аристагора из Тенедоса. Его культ Клисфен учредил в Сикионе. Действующее лицо трагедии Акция «Меланипп».